# 日本産業動物獣医学会
日本産業動物獣医学会（にほんさんぎょうどうぶつじゅういがっかい、英語: The Japanese Society Of Farm Animal Veterinary Medicine）は、日本の学術研究団体の一つ。

## 概要
1963年4月1日設立。学術研究団体としての種別は単独学会。
産業動物獣医学に関する学術の研究とその振興・普及を図り、社会に寄与することを目的としている。
国内においては日本獣医師会に加盟している。
国際会議としては、第30回世界牛病学会2018札幌を共催した。

## 沿革
- 1963年 - 日本獣医畜産学会設立。
- 1990年 - 日本産業動物獣医学会に改称。

## 刊行物

### 日本獣医師会雑誌（産業動物臨床・家畜衛生関連部門）
- 誌名（和文）：日本獣医師会雑誌（産業動物臨床・家畜衛生関連部門）
- 誌名（欧文）：Journal of Japan Veterinary Medical Association
- 創刊年：1944
- 資料種別：ジャーナル（査読付き論文を含む）
- 使用言語：日本語（英文抄録あり）
- 発行形態：印刷体、eジャーナル
- 著作権帰属先：学会
- クリエイティブコモンズ：定めていない
- 購読：有料